# Натті (тайська співачка)
Анатчая Супуттіфонг (тай. อาณัชญา สุพุทธิพงศ์; нар. 30 травня 2002, Бангкок, Таїланд), відоміша під псевдонімом Натті (кор. 나띠; тай. นัตตี้) — тайська співачка з Південної Кореї. Вона найзнаніша як учасниця реаліті-шоу телеканалу Mnet про створення дівочих музичних гуртів Sixteen (2015) і Idol School (2017). Вона дебютувала як солістка 7 травня 2020 року, випустивши сольний альбом Nineteen. Пізніше вона дебютувала як учасниця жіночого гурту Kiss of Life 5 липня 2023 року.

## Кар'єра

### 2015—2017:Sixteen,Idol Schoolта вихід із JYP
У травні 2015 року Натті брала участь у програмі Mnet під назвою Sixteen, де вона протистояла 15 іншим стажеркам з JYP Entertainment, щоб забезпечити собі місце в наступному жіночому гурті лейбла після Miss A та Wonder Girls, тобто Twice. Однак вона вибула в останньому раунді, таким чином продовживши стажування в лейблі.
У липні 2017 року Натті взяла участь в іншій програмі Mnet під назвоюl Idol School, щоб змагатися з 40 іншими конкурсантками за можливість дебютувати в дівочому гурті з 9 учасників, який пізніше став гурт Fromis 9. Однак вона не потрапила до фінального складу, бо посіла 13 місце в останньому епізоді.

### 2020: Сольний дебют і діяльність
6 квітня 2020 року Натті підписала контракт із Swing Entertainment. Її дебютний сингл-альбом Nineteen вийшов 7 травня разом із супровідним відеокліпом. 8 травня вона вперше виступила як сольна виконавиця на музичному шоу Music Bank на каналі KBS.
12 листопада 2020 року Натті повернулася зі своїм другим сингл-альбомом Teddy Bear.

### 2022–дотепер: дебют із Kiss of Life
12 липня 2022 року Натті підписала контракт із S2 Entertainment.
12 травня 2023 року S2 Entertainment оголосили, що Натті знову дебютує в новому жіночому гурті з 4 учасниць під назвою Kiss of Life, дебют якого запланований на липень. 5 липня група офіційно дебютувала, випустивши однойменний мініальбом. Після цього гурт випустив свій другий мініальбом Born To Be XX 8 листопада 2023 року.
28 травня 2024 року Натті з'явилася в синглі Джея Пака «Taxi Blurr».

## Дискографія

### Сингл-альбоми
| Назва                                                                          | Деталі                                                                                   | Пікові позиції у чартах | Продажі     |
| Назва                                                                          | Деталі                                                                                   | КОР                     | Продажі     |
| ------------------------------------------------------------------------------ | ---------------------------------------------------------------------------------------- | ----------------------- | ----------- |
| Nineteen                                                                       | - Вийшов: 7 травня 2020 - Лейбл: Swing Entertainment - Формати: CD, цифрове завантаження | 58                      | - КОР: 1101 |
| Teddy Bear                                                                     | - Вийшов: 12 листопада 2020 - Лейбл: Swing Entertainment - Формати: цифрове завантаження | —                       | Н/Д         |
| «—» позначає релізи, які не потрапили в чарти або не виходили в цьому регіоні. |                                                                                          |                         |             |

### Сингли
| Назва                                                                          | Рік  | Пікові позиції у чартах | Альбом       |
| Назва                                                                          | Рік  | КОР                     | Альбом       |
| ------------------------------------------------------------------------------ | ---- | ----------------------- | ------------ |
| «Nineteen»                                                                     | 2020 | —                       | Nineteen     |
| «Teddy Bear»                                                                   | 2020 | —                       | Teddy Bear   |
| «Sugarcoat» (Natty solo)                                                       | 2023 | 83                      | Kiss Of Life |
| «—» позначає релізи, які не потрапили в чарти або не виходили в цьому регіоні. |      |                         |              |

## Фільмографія

### Телевізійні шоу
| Рік  | Назва       | Оригінальна назва | Канал | Нотатки / Роль |
| ---- | ----------- | ----------------- | ----- | -------------- |
| 2015 | Sixteen     | 식스틴            | Mnet  | Конкурсантка   |
| 2017 | Idol School | 아이돌 학교       | Mnet  | Конкурсантка   |

## Нагороди та номінації
| Рік  | Нагорода                | Категорія                  | Номінант   | Результат | Прим.  |
| ---- | ----------------------- | -------------------------- | ---------- | --------- | ------ |
| 2020 | Asian Pop Music Awards  | Best New Artist (Overseas) | «Nineteen» | Номінація | [ 14 ] |
| 2020 | Mnet Asian Music Awards | Best New Female Artist     | Натті      | Номінація | [ 15 ] |
| 2020 | Mnet Asian Music Awards | Artist of the Year         | Натті      | Номінація | [ 15 ] |
| 2020 | Mnet Asian Music Awards | Worldwide Icon of the Year | Натті      | Номінація | [ 15 ] |
| 2021 | Seoul Music Awards      | Rookie of the Year         | Натті      | Номінація | [ 16 ] |
| 2021 | Seoul Music Awards      | K-wave Popularity Award    | Натті      | Номінація | [ 16 ] |
| 2021 | Seoul Music Awards      | Popularity Award           | Натті      | Номінація | [ 16 ] |